# Т-75
Т-75 — советский гусеничный трактор тягового класса 3 т, выпускавшийся Харьковским тракторным заводом. Создан путём модернизации трактора ДТ-54, от которого отличается двигателем с увеличенной до 75 л. с. мощностью, двухдисковым сцеплением вместо однодискового, коробкой передач и так далее. Внешний отличительный признак – вентиляционный люк треугольной формы над лобовыми окнами.
Выпускался с 1960 по 1962 год (по другим данным с 1959 по 1962 год) и был заменён на трактор Т-74. Выпущено 45 800 шт.

## Конструкция
Двигатель Д-75 — четырёхцилиндровый рядный вихрекамерный дизель. Создан на базе двигателя Д-54 с сохранением размерности (диаметр цилиндров 125 мм, ход поршня 152 мм) основных элементов конструкции и габаритов. Повышение мощности до 75 л. с. получено путём увеличения оборотов с 1300 до 1700 в минуту и путём повышения среднего эффективного давления с 5,05 до 6,05 кг/см². Камера сгорания вихревая с каналом. Отношение объёма вихревой камеры к общему объему камеры сгорания составляет 52 %. Форсунка ФШ-25*1,5 с давлением впрыска 125 кг/см2 располагается не горизонтально как на двигателя Д-54, а под углом 55 градусов к горизонту. Впускной клапан имеет больший диаметр, чем выпускной.
Сцепление двухдисковое (один ведущий диск и два ведомых).
Коробка передач механическая, управляемая двумя рычагами обеспечивает 9 передач вперед и 3 назад. Правый рычаг — режим движения (пониженный, замедленный, ускоренный (вперёд или назад)). Левый рычаг в каждом из своих четырёх положений определяет три скорости движения.
Рама швеллерная, дополнительно усилена диагональными стяжками.
Подвеска балансирная. Амортизирующее устройство направляющего колеса в сравнении с тем же устройством трактора ДТ-54 имеет увеличенный ход.
В конструкции заднего моста существенных изменений не сделано. Прочность картера повышена путём утолщения стенок и ребер жёсткости, а также устранения некоторых окон. В конечных передачах применены усиленные ведомые шестерни.
Кабина герметизированная с обогревом и вентиляцией. Обе двери кабины по периметру опоясаны резиновым кантом. Электровентилятор размещён в передней стенке кабины сверху. Всасываемый воздух проходит через фильтр с сеткой. В зимнее время вместо фильтра ставится войлочное уплотнение. Тёплый воздух от двигателя подается по воздухопроводу под капотом.
Органы управления: крепление рычагов и педалей по сравнению с ДТ-54 выполнено по-новому. Три рычага и две педали размещены на одной оси закрепленной на раме (на ДТ-54 — на двух осях). Механизм обеспечивает удержание рычага управления муфтой сцепления как во включённом, так и в выключенном состоянии.
Электрооборудование работает на постоянном токе с номинальным напряжением 12 В. В состав электрооборудования входят: генератор мощностью 180 Вт, аккумулятор, фары, переносная лампа, звуковой сигнал, электровентилятор, стартер пускового двигателя.
Трактор в заводских условиях может оборудоваться валом отбора мощности как с зависимым, так и независимым приводом. Независимый привод позволяет включать или выключать ВОМ без остановки трактора, а также останавливать трактор при вращающемся валу. При зависимом приводе ВОМ приводится во вращение от первичного вала коробки передач, то есть останавливается при выключении муфты сцепления.
Раздельно-агрегатная гидравлическая система представлена насосом НШ-60 производительностью 75 л/мин., баком, трёхзолотниковым распределителем, расположенным в середине передней стенки кабины.
|                                        |                          |
| ОСНОВНЫЕ ПАРАМЕТРЫ                     |                          |
| скорость (км/ч.) и тяговые усилия в кг |                          |
| вперёд:                                |                          |
| на первой передаче                     | 2,10/-                   |
| на второй передаче                     | 2,68/-                   |
| на третьей передаче                    | 3,18/-                   |
| на четвертой передаче                  | 3,92/3500                |
| на пятой передаче                      | 4,95/3050                |
| на шестой передаче                     | 5,97/2500                |
| на седьмой передаче                    | 7,07/2100                |
| на восьмой передаче                    | 8,80/1500                |
| на девятой передаче                    | 10,60/1100               |
| назад:                                 |                          |
| на первой передаче                     | 1,73/-                   |
| на второй передаче                     | 3,25/-                   |
| на третьей передаче                    | 5,75/-                   |
| габаритные размеры трактора в мм.      |                          |
| длина с задней навеской                | 4190                     |
| длина без задней навески               | 3600                     |
| ширина                                 | 1845                     |
| высота                                 | 2300                     |
| база                                   | 2600                     |
| колея                                  | 1435                     |
| дорожный просвет                       | 280                      |
| Сухая масса трактора в кг              | 5550                     |
| Удельное давление на почву кг/см²      | 0,43                     |
| ДВИГАТЕЛЬ                              |                          |
| модель                                 | Д-75                     |
| тип двигателя                          | четырехтактный дизельный |
| мощность в л. с.                       | 75                       |
| число оборотов в минуту                | 1500                     |
| число цилиндров                        | 4                        |
| расположение цилиндров                 | вертикальное в один ряд  |
| диаметр цилиндра мм                    | 125                      |
| ход поршня мм                          | 152                      |
| удельный расход топлива г./л. с. • ч.  | 195                      |

## Память
Постамент с трактором Т-75 установлен в селе Пестравка Самарской области.